# Raheem Sterling
Raheem Sterling   (Kingston, 8 de desembre de 1994) és un futbolista anglès que juga d'extrem i migcampista ofensiu al Chelsea FC i a la selecció anglesa. Va ser el guanyador del premi Golden Boy l'any 2014. Destaca per la seva habilitat en el driblatge, les passades i el xut.

## Trajectòria

### Inicis
Nascut a Jamaica, amb només 3 anys Sterling i els seus germans van mudar-se a un barri humil del nord-est de Londres per viure amb la seva mare que havia trobat feina a la capital anglesa. Amb 10 anys va entrar a formar part de les categories inferiors del Queens Park Rangers. L'any 2010 Rafa Benítez, l'aleshores entrenador del primer equip del Liverpool FC va aconseguir el fitxatge de Sterling que també interessava a altres clubs anglesos com ara el Chelsea FC, l'Arsenal FC o el Manchester City entre d'altres.

### Liverpool
El seu progrés a les categories juvenils del Liverpool va ser molt notable, prova d'això és que amb tan sols 17 anys, l'aleshores entrenador del primer equip del Liverpool Kenny Dalglish, va fer debutar-lo convertint-se així amb el segon jugador més jove de la història del club en jugar un partit oficial amb el primer equip. Amb l'arribada de Brendan Rodgers a la banqueta, Sterling passa a formar part definitivament del primer equip i el jugador es consolida com un dels jugadors més importants en l'atac de l'equip red.
El 2014 va ser guardonat amb el Premi Golden Boy, que és atorgat al millor futbolista mundial menor de 21 anys.
Al maig de 2015, Sterling va rebutjar diverses ofertes de renovació del Liverpool declarant que volia canviar d'equip a l'estiu per tal de jugar a un club amb més possibilitats de guanyar títols. La seva actitud va ser durament criticada pels aficionats reds així com per Jamie Carragher, una de les llegendes del club de Liverpool.

### Manchester City
Finalment, al juliol de 2015, el Liverpool i el Manchester City van arribar a un acord pel traspàs del jugador en una operació que costà 44 milions de lliures i 5 milions més de variables (aproximadament 68 milions d'euros en total), convertint-se en aquell moment en el jugador anglès traspassat més car de la història. El traspàs es va oficialitzar el 14 de juliol de 2015.

## Palmarès
Manchester City
- 4 Lligues angleses: 2017-18, 2018-19, 2020-21, 2021-22.
- 1 Copa anglesa: 2018-19.
- 5 Copes de la Lliga: 2015-16, 2017-18, 2018-19, 2019-20, 2020-21.
- 2 Community Shield: 2018, 2019.